# Impossible Creatures
Impossible Creatures je strateška video igra u realnom vremenu koju je razvio Relic Entertainment, a objavio Microsoft Game Studios. Igra je puštena u prodaju 7. januara 2003. godine u Sjedinjenim Američkim Državama, a u Evropi je igra puštena u prodaju 28. februara 2003. godine. Igra je 12. novembra 2015. godine objavljena Steam, pod nazivom Impossible Creatures Steam Edition. Igra je takođe objavljena na GOG.com malo nakon što je Impossible Creatures: Steam Edition objavljen na Steam.

## Radnja igre
Vreme igre smešteno u tridesete godine 20. veka. Dr. Erik Čanikov (eng. dr. Eric Chanikov) je bio jedan od  najsjajnijih umova u istoriji. Nakon što je jedan eksperiment pošao po zlu, izazvao je Turgunsku eksploziju, koja je ubila Čanikovu suprugu, zato Čanikov odlazi u voljno izgnanstvo na lanac udaljenih ostrva. Tamo izveštava o stvaranju Sigma Tehnologije, metode koja omoguáva spajanje dva različita stvorenja u jedan organizam. Naučne organizacije ove izveštaje ignorišu. Godine 1937., verujući da su mu došli poslednji dani, Čanikov šalje pismo svome sinu Peksu Čensu (eng. Rex Chance), koji je po profesiji ratni izveštač, tražeći da doće u posetu. Reks Čens putuje na arhipelag da bi poseto oca, kasnije saznaje kako je njegov otac ubijen od stane zlog tajkuna Uptona Julijusa. Nakon toga, Reks se zavetova o da će se osvetiti Uptonu Julijusu za ubistvo oca. Reksu pomaže pomoćnica pokojnog Čanikova dr. Lusi Viling (eng. dr. Lucy Willing). Uz njenu pomoć, Reks ubrzo saznaje moć Sigma Tehnologije i više prošlosti svoje porodice. Dok provodi vreme oko Sigma Tehnologije, Reks otkriva latentne sposobnosti u njemu. Ove sposobnosti ga sve više čine natčovekom, omogućavajući mu da direktno pomaže svojim Sigma stvorenjima u borbi. Napredak Lusi i Reksa usporavaju ljudi koji su odani Uptonu Julijusu: Vitni Hoten (eng. Whitey Hooten), kitolovac čija su stvorenja spora ali veoma moćna, Velika la Pete (eng. Velika la Pette), visoko nanizani aristokrata koji se oslanja na vazdušne jedinice, i dr. Ganglion (eng. dr. Ganglion), ludi naučnik koji voli da koristi stvorenja koja bi većina nazvala gnusobama. Na kraju igre Upton Julijus je poražen.

## Gejmplej

### Campagin
Ovaj način igre sastoji se od 15 različitih misija postavljenih u arhipelagu ostrva u južnom Pacifiku poznatom kao Isla Variatas, ukazujući na raznolikost okruženja koja su predstavljena igraču, od džungli, pustinja do arktičkih regiona. Protagonista igre Reks Čens mora tokom čitavog režima igre da sakuplja DNK kako bi svojoj vojsci kombinovanih stvorenja dodao više životinjskih vrsta.

### Multiplayer
U Multiplayer režimu, postoji mogućnost da igrač igra sa više igrača pomoću internet konekcije.

## Proširenja
Za video igru Impossible Creatures je napravljeno besplatno proširenje Insect Invasion od strane Relic Entertainment-a 2004. godine. Ovo proširenje sadrži nove životinje, sposobnosti i mape. 

## Popis životinja u igri
U igri se nalaze sledeće životinje:

### Zvanične životinje[3]
- Mrav
- Prugasta riba strelac
- Armadilo
- Babun
- Slepi miš
- Bik
- Kamila
- Kameleon
- Gepard
- Šimpanza
- Kojot
- Krokodil
- Vilin Konjic
- Orao
- Električna jegulja
- Slon
- Žirafa
- Gorila
- Velika bela ajkula
- Grizli
- Ajkula čekićara
- Nilski konj
- Stršljen
- Hijena
- Kit Ubica
- Komodo zmaj
- Leming
- Lavica
- Jastog
- Puma
- Mošusno goveče
- Crni panter
- Pirana
- Otrovna žaba
- Polarni medved
- Bodljikavo prase
- Bogomoljka
- Muflon
- Pacov
- Nosorog
- Škorpija
- Prugasti američki tvor
- Aligatorska kornjača
- Arktička sova
- Ulješura
- Kobra
- Tigar
- Lešinar
- Vuk
- Žderavac
- Zebra

### Bonus životinje[4]
- Bradavičasta svinja
- Los
- Gavran
- Morž
- Konj
- Delfin
- Runasti mamut
- Riba iglica
- Kengur
- Zvečarka

### Iz proširenjaInsect Invasion[5]
- Anakonda
- Behemoth
- Crna udovica
- Buba bombarder
- Bubašvaba
- Kondor
- Svitac
- Žuti baštenski pauk
- Džinovski mravojed
- Herkulova buba
- Smrdibuba
- Tarantula
- Termit
- Paličnjak
- Zolja

## Spoljašnje veze
- Impossible Creatures na MobyGames
- Impossible Creatures na zvaničnom web-sajtu Relic Entertainment-a
- Impossible Creatures wiki stranica na Fandom-u
- Popis životinja u igri na Impossible Creatures wiki stranici na Fandom-u
- Impossible Creatures na zvaničnom web-sajtu časopisa Svet Kompjutera
- Impossible Creatures Steam Edition na Steam-u